# Piet Norval
Pieter „Piet“ Norval (* 7. April 1970 in Bellville) ist ein ehemaliger südafrikanischer Tennisspieler.

## Karriere
Seit Beginn seiner Profikarriere im Jahr 1987 spielte Norval nahezu ausschließlich im Doppel; als Einzelspieler bestritt er lediglich 16 Matches. Im Doppel spielte er oftmals zusammen mit Wayne Ferreira, mit dem er 1991 das Turnier in Key Biscayne gewinnen konnte und das Halbfinale in Wimbledon erreichte, das mit 2:6, 4:6, 6:7 gegen Javier Frana und Leonardo Lavalle verloren ging. 1992 trat er mit Ferreira bei den Olympischen Sommerspielen an. Sie konnten das Finale erreichen, scheiterten letztlich aber an Boris Becker und Michael Stich in vier Sätzen.
Weitere langjährige Doppelpartner waren Hendrik Jan Davids, Menno Oosting, Neil Broad, Kevin Ullyett und Donald Johnson. Seine erfolgreichste Zeit hatte Norval gegen Ende seiner Karriere, als er mit Johnson vier Turniere gewann. Außerdem konnte er 1999 zusammen mit Katarina Srebotnik das Mixed-Finale der French Open gewinnen.

## Erfolge
| Legende                     |
| --------------------------- |
| Grand Slam                  |
| Olympische Spiele           |
| Tennis Masters Cup (1)      |
| ATP Masters Series (2)      |
| ATP Championship Series (1) |
| ATP Tour (10)               |
| ATP Challenger Tour (3)     |

### Einzel

#### Turniersiege
| Nr. | Datum       | Turnier      | Belag     | Finalgegner  | Ergebnis |
| --- | ----------- | ------------ | --------- | ------------ | -------- |
| 1.  | 1. Mai 1989 | Johannesburg | Hartplatz | James Turner | 6:4, 6:2 |

### Doppel

#### Turniersiege

##### ATP Tour
| Nr. | Datum             | Turnier      | Belag         | Partner            | Finalgegner                         | Ergebnis      |
| --- | ----------------- | ------------ | ------------- | ------------------ | ----------------------------------- | ------------- |
| 1.  | 25. März 1991     | Key Biscayne | Hartplatz     | Wayne Ferreira     | Ken Flach Robert Seguso             | 5:7, 7:6, 6:2 |
| 2.  | 22. März 1993     | Casablanca   | Sand          | Mike Bauer         | Ģirts Dzelde Goran Prpić            | 7:5, 7:6      |
| 3.  | 18. Oktober 1993  | Bozen        | Teppich (i)   | Hendrik Jan Davids | David Adams Andrei Olchowski        | 6:3, 6:2      |
| 4.  | 9. Mai 1994       | Hamburg      | Sand          | Scott Melville     | Henrik Holm Anders Järryd           | 6:3, 6:4      |
| 5.  | 25. Juli 1994     | Stuttgart    | Sand          | Scott Melville     | Jacco Eltingh Paul Haarhuis         | 7:6, 7:5      |
| 6.  | 15. Juli 1996     | Newport      | Rasen         | Marius Barnard     | Paul Kilderry Michael Tebbutt       | 6:7, 6:4, 6:4 |
| 7.  | 5. August 1996    | Los Angeles  | Hartplatz     | Marius Barnard     | Jonas Björkman Nicklas Kulti        | 7:5, 6:2      |
| 8.  | 3. August 1998    | Umag         | Sand          | Neil Broad         | Jiří Novák David Rikl               | 6:1, 3:6, 6:3 |
| 9.  | 25. Oktober 1999  | Lyon         | Teppich (i)   | Kevin Ullyett      | Wayne Ferreira Sandon Stolle        | 4:6, 7:6, 7:6 |
| 10. | 15. November 1999 | Stockholm    | Hartplatz (i) | Kevin Ullyett      | Jan-Michael Gambill Scott Humphries | 7:5, 6:3      |
| 11. | 17. April 2000    | Estoril      | Sand          | Donald Johnson     | David Adams Joshua Eagle            | 6:4, 7:5      |
| 12. | 26. Juni 2000     | Nottingham   | Rasen         | Donald Johnson     | Ellis Ferreira Rick Leach           | 1:6, 6:4, 6:3 |
| 13. | 30. Oktober 2000  | Basel        | Teppich (i)   | Donald Johnson     | Roger Federer Dominik Hrbatý        | 7:6, 4:6, 7:6 |
| 14. | 17. Dezember 2000 | Bangalore    | Hartplatz     | Donald Johnson     | Mahesh Bhupathi Leander Paes        | 7:6, 6:3, 6:4 |

##### Challenger Tour
| Nr. | Datum             | Turnier    | Belag     | Partner        | Finalgegner                    | Ergebnis      |
| --- | ----------------- | ---------- | --------- | -------------- | ------------------------------ | ------------- |
| 1.  | 30. November 1987 | Durban (1) | Hartplatz | Marius Barnard | Pieter Aldrich Warren Green    | 6:3, 6:4      |
| 2.  | 16. April 1990    | Durban (2) | Hartplatz | Wayne Ferreira | Stefan Kruger Greg Van Emburgh | 6:0, 2:6, 6:3 |

#### Finalteilnahmen
| Nr. | Datum              | Turnier                             | Belag         | Partner            | Finalgegner                      | Ergebnis           |
| --- | ------------------ | ----------------------------------- | ------------- | ------------------ | -------------------------------- | ------------------ |
| 1.  | 30. März 1992      | Johannesburg                        | Hartplatz     | Wayne Ferreira     | Pieter Aldrich Danie Visser      | 4:6, 4:6           |
| 2.  | 27. Juli 1992      | Olympische Sommerspiele (Barcelona) | Sand          | Wayne Ferreira     | Boris Becker Michael Stich       | 6:7, 6:4, 6:7, 3:6 |
| 3.  | 5. Juli 1993       | Gstaad                              | Sand          | Hendrik Jan Davids | Cédric Pioline Marc Rosset       | 3:6, 6:3, 6:7      |
| 4.  | 19. Juli 1993      | Stuttgart                           | Sand          | Gary Muller        | Tom Nijssen Cyril Suk            | 6:7, 3:6           |
| 5.  | 7. Februar 1994    | Mailand                             | Teppich (i)   | Hendrik Jan Davids | Tom Nijssen Cyril Suk            | 6:4, 6:7, 6:7      |
| 6.  | 11. April 1994     | Nizza                               | Sand          | Hendrik Jan Davids | Javier Sánchez Mark Woodforde    | 5:7, 3:6           |
| 7.  | 10. Oktober 1994   | Ostrava                             | Teppich (i)   | Gary Muller        | Martin Damm Karel Nováček        | 4:6, 6:1, 3:6      |
| 8.  | 6. März 1995       | Indian Wells                        | Hartplatz     | Gary Muller        | Tommy Ho Brett Steven            | 4:6, 6:7           |
| 9.  | 25. September 1995 | Palermo (1)                         | Sand          | Hendrik Jan Davids | Àlex Corretja Fabrice Santoro    | 7:6, 4:6, 3:6      |
| 10. | 15. April 1996     | Barcelona                           | Sand          | Neil Broad         | Luis Lobo Javier Sánchez         | 1:6, 3:6           |
| 11. | 17. Juni 1996      | Nottingham                          | Rasen         | Neil Broad         | Mark Petchey Danny Sapsford      | 7:6, 6:7, 4:6      |
| 12. | 30. September 1996 | Lyon                                | Teppich (i)   | Neil Broad         | Jim Grabb Richey Reneberg        | 2:6, 1:6           |
| 13. | 5. Mai 1997        | Hamburg                             | Sand          | Neil Broad         | Luis Lobo Javier Sánchez         | 3:6, 6:7           |
| 14. | 2. März 1998       | Rotterdam                           | Teppich (i)   | Neil Broad         | Jacco Eltingh Paul Haarhuis      | 6:7, 3:6           |
| 15. | 6. Juli 1998       | Båstad                              | Sand          | Lan Bale           | Magnus Gustafsson Magnus Larsson | 4:6, 2:6           |
| 16. | 12. Oktober 1998   | Basel                               | Hartplatz (i) | Kevin Ullyett      | Olivier Delaître Fabrice Santoro | 3:6, 6:7           |
| 17. | 11. Januar 1999    | Doha                                | Hartplatz     | Kevin Ullyett      | Alex O’Brien Jared Palmer        | 3:6, 4:6           |
| 18. | 18. Oktober 1999   | Wien                                | Hartplatz (i) | Kevin Ullyett      | David Prinosil Sandon Stolle     | 3:6, 4:6           |
| 19. | 28. Februar 2000   | Santiago de Chile                   | Sand          | Lan Bale           | Gustavo Kuerten Antonio Prieto   | 2:6, 4:6           |
| 20. | 23. Oktober 2000   | Toulouse                            | Hartplatz (i) | Donald Johnson     | Julien Boutter Fabrice Santoro   | 7:6, 4:6, 7:6      |
| 21. | 6. November 2000   | Stuttgart Masters                   | Hartplatz (i) | Donald Johnson     | Jiří Novák David Rikl            | 6:2, 6:2           |